# Саяногорск
Саяногорск (на руски: Саяногорск) е град в автономна република Хакасия, Русия. Населението на града през 2010 година е 48 539 души.

## История
Селището е основано през 1830 година, през 1975 година получава статут на град.